# El Cedazo, Jalisco
El Cedazo är en ort i Mexiko.   Den ligger i kommunen Tepatitlán de Morelos och delstaten Jalisco, i den centrala delen av landet, 400 km väster om huvudstaden Mexico City. El Cedazo ligger 1 917 meter över havet och antalet invånare är 126.
Terrängen runt El Cedazo är kuperad söderut, men norrut är den platt. Runt El Cedazo är det ganska tätbefolkat, med 86 invånare per kvadratkilometer. Närmaste större samhälle är Tepatitlán de Morelos, 14,4 km nordväst om El Cedazo. I omgivningarna runt El Cedazo växer huvudsakligen savannskog.